# Toki Pona
Toki Pona (pronunțat [ˈtoki ˈpona] ⓘ, tradus „limba binelui”) este o limbă filozofică, artistică, artificială, proiectată să aibă un vocabular mic, să fie simplă și ușor de învățat. A fost inventată de către lingvistul canadian Sonja Lang pentru a-i simplifica gândurile și a-i facilita comunicarea. Primele schițe ale limbii au fost publicate online în 2001, iar un manual complet al limbii a fost publicat în 2014, în cartea Toki Pona: The Language of Good (în engleză „Toki Pona: Limba binelui”). Ulterior a lansat și un dicționar suplimentar, Toki Pona Dictionary (în engleză „Dicționarul Toki Pona”), denumit și lipu ku în iulie 2021, în care a descris limba așa cum este ea utilizată de vorbitori. În 2024, o a treia carte a fost lansată, o adaptare în Toki Pona a poveștii Vrăjitorul din Oz, scris în Sitelen Pona, un sistem logografic folosit pentru Toki Pona.
Este o limbă izolantă, cu doar 14 foneme. Se axează pe simplitate și pe concepte semi-universale pentru a maximiza expresivitatea prin cât mai puține cuvinte. Astfel, limba se concentrează asupra aspectelor importante ale vieții, lăsând la o parte detaliile. În Toki Pona: The Language of Good, Lang prezintă aproximativ 120 de cuvinte, în timp ce Dicționarul Toki Pona enumeră 137 de cuvinte „esențiale” și un număr mic de cuvinte mai puțin utilizate. Cuvintele sunt ușor de pronunțat în toate limbile, ceea ce îi permite să servească drept un fel de punte de legătură pentru oamenii din culturi diferite. Cu toate acestea, nu a fost creată ca o limbă auxiliară internațională. Inspirată parțial din filozofia taoistă, limba este concepută pentru a ajuta utilizatorii să se concentreze asupra lucrurilor de bază și pentru a promova gândirea pozitivă, în conformitate cu ipoteza Sapir-Whorf. În ciuda vocabularului redus, vorbitorii pot înțelege și comunica, bazându-se în principal pe context, combinații de cuvinte și propoziții expozitive pentru a exprima sensuri mai specifice.
După crearea sa inițială, o mică comunitate de vorbitori s-a dezvoltat la începutul anilor 2000. Deși activitatea se desfășoară în principal online, în camere de chat, pe rețelele de socializare și în alte grupuri online, au existat câteva întâlniri organizate în persoană.

## Etimologie
Numele limbii are două părți: toki „limbă”, derivat din Tok Pisin tok, care la rândul său provine din engleză talk; și pona „bun, simplu”, din esperanto bona, din latină bonus. Numele toki pona înseamnă așadar „limba bună”, „limba binelui” și „limba simplă”, subliniind faptul că limba încurajează vorbitorii să găsească bucurie în simplitate.

## Scopul creării
Unul dintre obiectivele principale ale limbii este concentrarea pe minimalism. Aceasta este concepută pentru a exprima un înțeles maxim cu o complexitate minimă. Ca un pidgin, se concentrează pe concepte și elemente simple care sunt aproape universale între culturi. Are un vocabular minimal și 14 foneme concepute pentru a fi ușor de pronunțat pentru vorbitorii din diferite medii lingvistice.
Un alt obiectiv al Toki Pona este acela de a-i ajuta pe vorbitorii săi să se concentreze asupra esențialului prin reducerea conceptelor complexe la elemente de bază. Pornind de la aceste noțiuni simple, ideile mai complexe pot fi construite prin combinări simple. Acest lucru permite utilizatorilor să vadă natura fundamentală și efectul ideilor exprimate.
Pe baza ipotezei Sapir-Whorf, care afirmă că o limbă influențează modul de gândire și comportamentul vorbitorilor săi, Toki Pona a fost concepută pentru a induce o gândire pozitivă.
Un alt scop al limbii este ca vorbitorii să devină conștienți de momentul prezent și să acorde mai multă atenție mediului înconjurător și cuvintelor folosite de oameni. Potrivit autorului său, limba se dorește a fi „distractivă și drăguță”.
Deși nu a fost concepută ca o limbă auxiliară internațională, o comunitate online din întreaga lume o folosește pentru comunicare.

## Fonologie și fonotactică

### Inventar fonetic
Toki Pona are nouă consoane (/p, t, k, s, m, n, l, j, w/) și cinci vocale (/a, e, i, o, u/), prezentate aici cu simbolurile din Alfabetul Fonetic Internațional. Accentul cade pe silaba inițială a unui cuvânt (ca în finlandeză) și este marcat printr-o creștere a intensității, lungimii sau înălțimii. Nu există diftongi, hiat vocalic, lungimi vocale contrastante, grupuri consonantice (cu excepția celor care încep cu coda nazală) sau tonuri. Atât inventarul său sonor, cât și fonotactica sunt compatibile cu majoritatea limbilor umane și, prin urmare, sunt ușor accesibile. Lipsa consoanelor sonore (precum /b, ʒ, d, z, g, v/) este o caracteristică intenționată a limbii, adăugată pentru că sunt multe limbi în care nu se face o distincție între variantele sonore și surde ale unor consoane obstructive (de exemplu, perechea de sunete /f/ și /v/ sunt variantele surde, respectiv sonore, ale aceluiași mod de a articula acest fricativ), precum în mandarină, daneză, estonă, coreeană și limbile polineziene. Astfel Toki Pona extinde publicul țintă pentru care limba ar fi ușor de pronunțat.
|           | Labială | Palatală | Alveolară | Velară |
| --------- | ------- | -------- | --------- | ------ |
| Nazală    | m       |          | n         |        |
| Oclusivă  | p       |          | t         | k      |
| Fricativă |         |          | s         |        |
| Sonantă   |         | w        | l         | j      |

|             | Anterioară | Posterioară |
| ----------- | ---------- | ----------- |
| Închisă     | i          | u           |
| Semiînchisă | e          | o           |
| Deschisă    | a          | a           |

### Fonotactică
Prima silabă a unui cuvânt urmează forma (C)V(N), adică o consoană opțională, o vocală și o nazală finală opțională. Silabele următoare urmează aceeași formă, cu excepția faptului că consoana principală este obligatorie. Astfel, silabele pot fi CV, CVN, V sau VN. Ca în majoritatea limbilor, CV este cel mai frecvent tip de silabă, cu 75% (numărând fiecare rădăcină o dată).
Următoarele secvențe nu sunt permise: * /wu, wo, ji, ti, wun, won, jin, tin/, și nici nazala finală a unei silabe nu poate apărea înaintea lui /m/ sau /n/ în aceeași rădăcină.
Următoarele combinații de sunete sunt silabe valide în Toki Pona:
|    | -a | -an | -e | -en | -i | -in | -o | -on | -u | -un |
| -- | -- | --- | -- | --- | -- | --- | -- | --- | -- | --- |
| ∅- | a  | an  | e  | en  | i  | in  | o  | on  | u  | un  |
| p- | pa | pan | pe | pen | pi | pin | po | pon | pu | pun |
| t- | ta | tan | te | ten | –  | –   | to | ton | tu | tun |
| k- | ka | kan | ke | ken | ki | kin | ko | kon | ku | kun |
| m- | ma | man | me | men | mi | min | mo | mon | mu | mun |
| n- | na | nan | ne | nen | ni | nin | no | non | nu | nun |
| s- | sa | san | se | sen | si | sin | so | son | su | sun |
| l- | la | lan | le | len | li | lin | lo | lon | lu | lun |
| w- | wa | wan | we | wen | wi | win | –  | –   | –  | –   |
| j- | ja | jan | je | jen | –  | –   | jo | jon | ju | jun |

## Sisteme de scriere

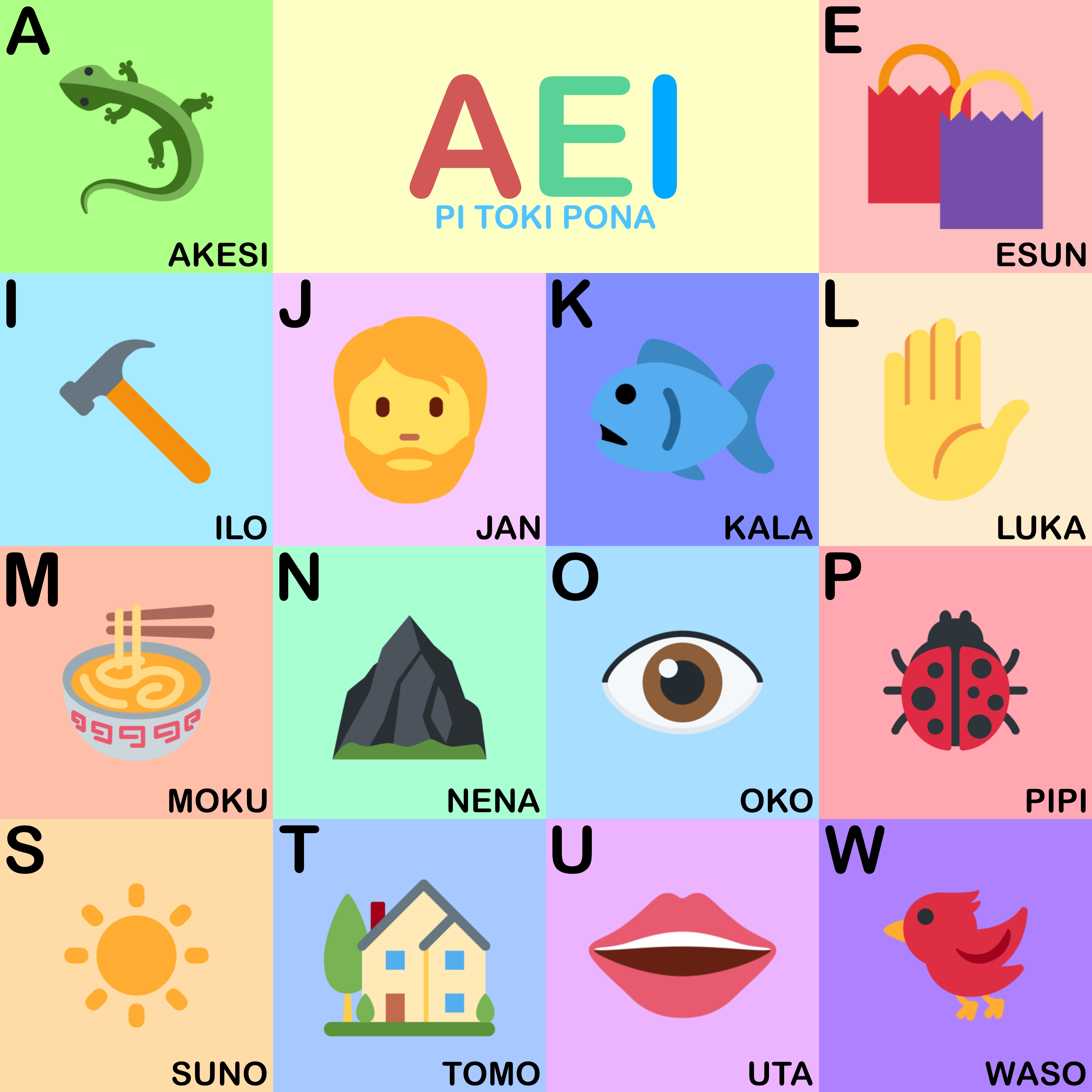
Ghid pentru scrierea cu litere latine în Toki Pona

Paisprezece litere latine - a, e, i, j, k, l, m, n, o, p, s, t, u, w - sunt utilizate pentru scrierea limbii. Acestea au aceleași valori ca în Alfabetul Fonetic Internațional: j sună ca i-ul din cuvântul „iepure” (ca în multe limbi germanice și slave, este o consoană sonantă, sau semivocală, cum se mai numește în română), iar vocalele sunt ca cele din română, spaniolă, greaca modernă sau ebraica modernă. Inițialele majuscule sunt folosite pentru a marca substantivele proprii, în timp ce rădăcinile Toki Pona sunt întotdeauna scrise cu litere minuscule, chiar și atunci când încep o propoziție. Pe lângă alfabetul latin, care este cel mai comun mod de scriere a limbii, multe sisteme alternative de scriere au fost dezvoltate și adaptate la Toki Pona. Cele mai de succes și răspândite sunt două sisteme de scriere logografice, Sitelen Pona și Sitelen Sitelen. Ambele au fost incluse în cartea Toki Pona: The Language of Good.

### Sitelen Pona

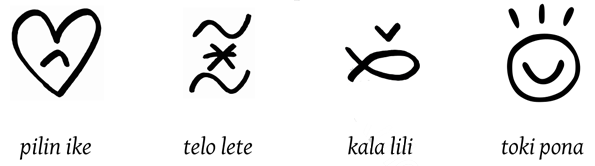
Simboluri modificate în Sitelen Pona

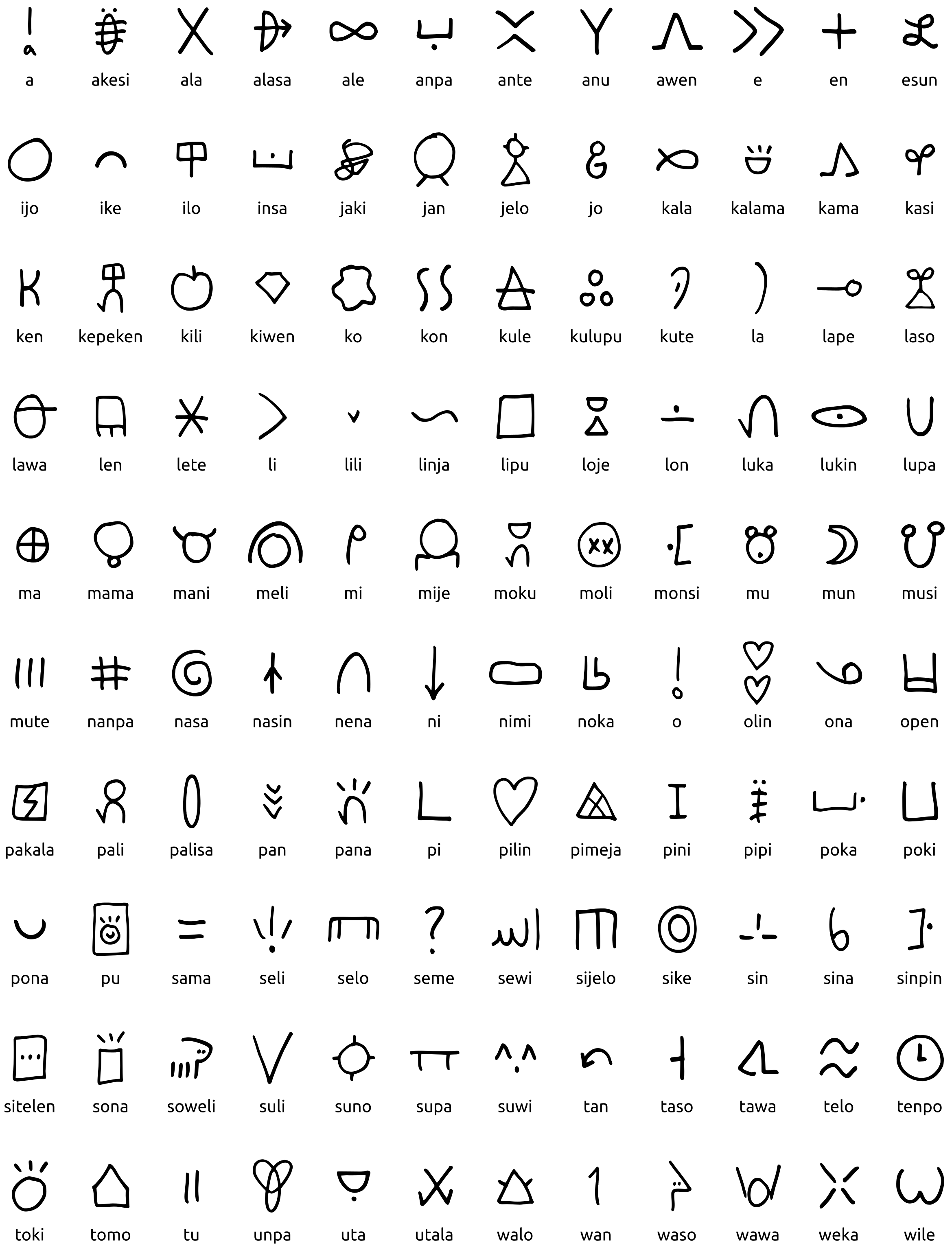
Hieroglife Sitelen Pona dinToki Pona: The Language of Good de Sonja Lang

Sistemul de scriere Sitelen Pona (lit. 'bine/scriere/desen simplu') a fost conceput ca un sistem de scriere alternativ de către Lang însăși, și publicat pentru prima dată în cartea sa Toki Pona: The Language of Good în 2014. În ea, fiecare cuvânt este reprezentat de propriul său simbol. Aceasta a fost descrisă ca fiind „o scriere de tip hieroglific care utilizează mâzgăleli și alte forme copilărești”.
Simbolurile care reprezintă un singur adjectiv pot fi scrise în interiorul sau deasupra simbolului pentru cuvântul precedent pe care îl descriu. Simbolul limbii  este scris în Sitelen Pona, cu simbolul  (pona) scris în interiorul simbolului  (toki).

### Sitelen Sitelen

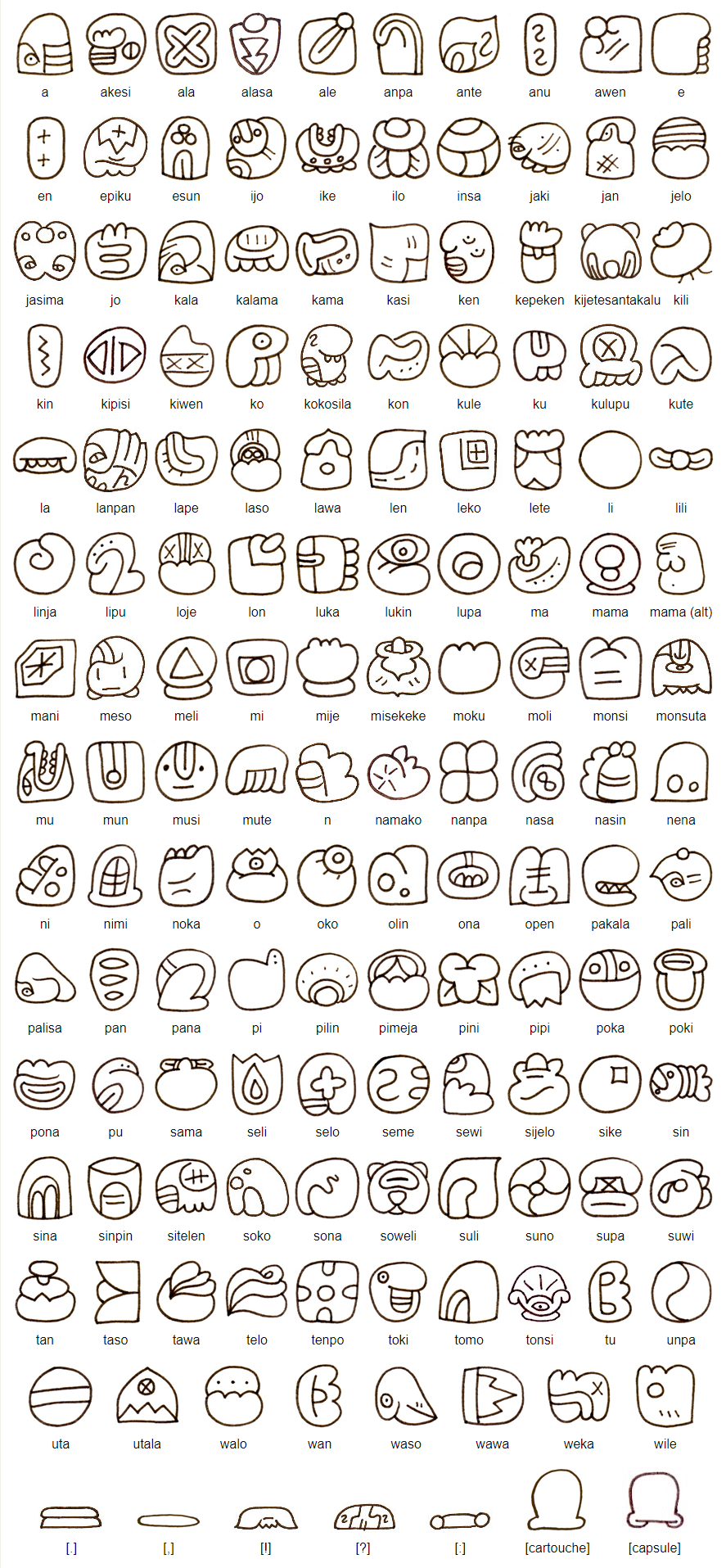
Cuvintele-simbol din Sitelen Sitelen

Sitelen Sitelen („scriere desenată”), cunoscut inițial ca sitelen suwi (lit. „scriere drăguță”), este un sistem de scriere creat de Jonathan Gabel. Acest sistem neliniar mai elaborat utilizează două metode separate de formare a cuvintelor: logograme care reprezintă cuvintele și un silabar pentru scrierea silabelor (în special pentru numele proprii). Desenele artistice complexe ale glifelor sunt alese pentru a ajuta persoanele care utilizează acest sistem de scriere să încetinească și să exploreze modul în care nu numai limba, ci și metoda de comunicare le poate influența gândirea.
Estetica generală a Sitelen Sitilen este inspirată de artiștii comix din coasta de vest a SUA, precum Jim Woodring, și de artiștii graffiti din coasta de est a SUA, precum Kenny Scharf. Desenele multor caractere individuale sunt inspirate de caractere și principii din diverse alte sisteme de scriere, inclusiv hieroglifele egiptene, Liniar B, caracterele chinezești, scrierea mayașă, hieroglifele Mi'kmaw, simbolurile Dongba, precum și semnele și simbolurile păgâne și creștine timpurii.

## Gramatică
Ordinea cuvintelor din Toki Pona este subiect-verb-obiect. Cuvântul li introduce predicatul, iar cuvântul e introduce complementul direct.
Un substantiv este urmat de adjectivele sale. De asemenea, un verb este urmat de modificatorii săi.
Poziția unui cuvânt într-o propoziție îi determină rolul. Acest lucru permite numărului limitat de cuvinte din Toki Pona să servească mai multor scopuri. Astfel, cuvântul moku când este în poziția verbului înseamnă "a mânca". Dar în poziția de substantiv, înseamnă "mâncare". Ca adjectiv, ar putea însemna "comestibil".
Toki Pona are și structuri de propoziție mai complicate. Perifraza prepozițională urmează complementul direct, iar la încheie o perifrază sau o propoziție subordonată care vine înaintea subiectului pentru a adăuga context suplimentar.
Unele rădăcini sunt particule gramaticale, în timp ce altele sunt cuvinte de conținut cu semnificații lexicale. Cuvintele de conținut nu se încadrează în părți de vorbire bine definite; mai degrabă, ele pot fi utilizate în general ca substantive, verbe, modificatori sau |interjecții în funcție de context sau de poziția lor într-o frază.

### Structurile propozițiilor
O propoziție poate fi o interjecție, o afirmație, o dorință/un ordin sau o întrebare. 
De exemplu, interjecții precum a, ala, ike, jaki, mu, pakala, pona, toki, etc. pot sta singure ca propoziții.
Declarațiile urmează structura normală de subiect-predicat cu o frază la opțională la început. Cuvântul li precede predicatul, cu excepția cazului în care subiectul este mi sau sina. Particula e vine înaintea obiectelor directe. Mai mulți markeri li și e pot prezenta mai multe predicate și, respectiv, obiecte directe. Perifrazele în vocativ vin înaintea propoziției principale și sunt marcate cu o la sfârșitul perifrazei, după destinatar.
În comenzi, cuvântul o apare înaintea unui verb pentru a exprima o comandă la persoana a doua. De asemenea, poate înlocui li, sau poate veni după subiectele mi sau sina, pentru a exprima dorințe.
Există două moduri de a forma întrebări cu răspuns afirmativ în Toki Pona. Prima metodă este de a utiliza construcția „verb ala verb” în care ala apare între un verb duplicat, un verb auxiliar sau alte predicate. Un alt mod de a forma o întrebare da-nu este de a pune anu seme? (lit. 'sau ce?') după fraza despre care se întreabă. Întrebările nu pot fi formulate prin simpla punere a unui semn de întrebare la sfârșitul unei propoziții.
Întrebările deschise sunt formate prin înlocuirea informației necunoscute cu pronumele interogativ seme.

### Pronume
Toki Pona are patru pronume de bază: mi (prima persoană), sina (persoana a doua), ona (persoana a treia), și ni (demonstrativ). Numărul și genul nu sunt specificate implicit, dar pot fi specificate cu modificatori suplimentari ai pronumelor.

### Substantive
Cu un vocabular de cuvinte rădăcină atât de mic, Toki Pona se bazează foarte mult pe perifraze nominale, unde un substantiv este modificat de o rădăcină următoare, pentru a crea sensuri mai complexe. Un exemplu tipic este combinarea jan (persoană) cu utala (luptă) pentru a forma jan utala (luptător, soldat, războinic).
Substantivele nu se declină în funcție de număr. jan poate însemna persoană, oameni, umanitate, cineva în funcție de context.
Toki Pona nu folosește substantive proprii izolate; în schimb, acestea trebuie să modifice un substantiv precedent. Din acest motiv, ele pot fi numite "adjective proprii" sau pur și simplu "cuvinte proprii" în loc de "substantive proprii". De exemplu, numele de persoane și locuri sunt utilizate ca modificatori ai rădăcinilor comune pentru "persoană" și "loc", de exemplu ma Kanata (lit. 'Pământ canadian') sau jan Lisa (lit. 'Lisa persoană').

### Modificatori
Frazele din Toki Pona sunt de tip nucleu-inițial; modificatorii vin întotdeauna după cuvântul pe care îl modifică. Prin urmare, soweli utala (lit. 'animal de luptă'), poate fi un animal de luptă, în timp ce utala soweli (lit. 'luptă de animale'), poate însemna război între animale.
Când se adaugă un al doilea modificator la o perifrază, de exemplu jan pona mute, acesta modifică tot ceea ce vine înaintea sa, astfel încât jan pona mute poate însemna mulți oameni buni, atât cu pona (bun) și mute (mulți) modificând {{lang|tok|jan} (persoană). Particula pi este plasată înaintea a doi sau mai mulți modificatori pentru a-i grupa într-o altă frază care funcționează ca o unitate pentru a modifica nucleul: În jan pi pona mute, pona mute ca unitate înseamnă multă bunătate, deci împreună înseamnă persoană foarte bună. mute modifică pona, iar pona mute ca întreg modifică jan.
Pronumele demonstrativ, numeralele și pronumele posesive vin după nucleu ca și alți modificatori.

### Verbe
Toki Pona nu conjugă verbele în funcție de persoană, timp, aspect sau voce, deoarece limba nu prezintă niciun fel de flexiune sau desinențe. Persoana este indicată de subiectul verbului iar timpul este indicat prin context sau de un adverb de timp din propoziție.
Prepozițiile sunt folosite în predicat în locul unui verb obișnuit.

## Vocabular
Toki Pona are între 120 și 137 de cuvinte. Fiecare este polisemantic, și acoperă o serie de concepte similare, deci suli nu înseamnă doar mare sau lung, ci și important. Utilizarea lor depinde foarte mult de context. Pentru a exprima gânduri mai complexe, rădăcinile pot fi combinate. De exemplu, jan pona poate însemna prieten, deși se traduce prin persoană bună, și telo nasa (lit. 'lichid ciudat'), ar putea fi înțeles ca însemnând alcool sau băutură alcoolică, în funcție de context. Verbul a învăța poate fi exprimat prin pana e sona (lit. 'a da cunoaștere').  Concepte în esență identice pot fi descrise prin cuvinte diferite, alegerea depinzând de percepția și experiența vorbitorului.

### Culori
Toki Pona are cinci cuvinte pentru culori: pimeja (negru), walo (alb), loje (roșu), jelo (galben), și laso (albastru sau verde). Deși conceptualizarea simplificată a culorilor tinde să excludă o serie de culori care sunt exprimate în mod obișnuit în limbile occidentale, vorbitorii pot combina uneori aceste cinci cuvinte pentru a face descrieri mai specifice ale anumitor culori. De exemplu, „mov” poate fi reprezentat prin combinarea laso și loje. Expresia laso loje înseamnă „o nuanță roșiatică de albastru” și loje laso înseamnă „o nuanță albăstruie de roșu”.

### Numere
Toki Pona are cuvinte pentru unu (wan), doi (tu) și mulți (mute). În plus, ala poate însemna zero, deși sensul său este nu, niciun, iar ale (lit. 'tot/toate') poate exprima o cantitate infinită sau imensă.
Cel mai simplu sistem numeric folosește aceste cinci rădăcini pentru a exprima orice cantitate necesară. Pentru numere mai mari de două, vorbitorii ar folosi mute care înseamnă mulți.
Un sistem mai complex exprimă numerele mai mari în mod aditiv prin utilizarea unor fraze precum tu wan pentru trei, tu tu pentru patru și așa mai departe. Această caracteristică face intenționat impractică comunicarea numerelor mari. Acest sistem, descris în cartea lui Lang, utilizează, de asemenea, luka (lit. 'mână') pentru a semnifica cinci, mute (lit. 'multe') pentru a semnifica douăzeci, și ale (lit. 'tot/toate') pentru a semnifica o sută. De exemplu, folosind această structură ale tu ar însemna 102 și mute mute mute luka luka luka tu wan ar însemna 78.

### Istoria rădăcinilor
Unele cuvinte au sinonime învechite. De exemplu, nena a înlocuit kapa (protuberanță) la începutul dezvoltării limbii din motive necunoscute. Mai târziu, pronumele ona a înlocuit iki (el, ea, el, ei), care era uneori confundat cu ike (rău). Similar, ali a fost adăugat ca alternativă la ale (toate) pentru a evita confuzia cu ala (nu) în rândul persoanelor care reduc vocalele neaccentuate, deși ambele forme sunt încă folosite.
Inițial, oko însemna ochi, iar lukin era folosit ca verb a vedea. În Toki Pona: The Language of Good, sensurile au fost fuzionate în lukin, oko fiind alternativa.
Cuvintele care au fost pur și simplu eliminate din lexicon includ leko (bloc, scări), monsuta (monstru, frică), majuna (bătrân), kipisi (tăiat), și pata (frate). Aceste cuvinte au fost considerate învechite deoarece nu au fost incluse în cartea oficială. Cu toate acestea, oko, leko, monsuta și kipisi și-au păstrat suficientă utilizare în comunitate încât au fost re-incluse în lexicon ca nimi ku suli în Toki Pona Dictionary.
În afară de nena și ona, care au înlocuit rădăcinile existente, au fost adăugate câteva rădăcini la cele 118 originale: pan (cereale, pâine, paste, orez), esun (piață, magazin, comerț), alasa (vânătoare, culegere) și namako (extra, suplimentar, condiment), un alt cuvânt pentru sin (nou, proaspăt).

### Origine
Majoritatea rădăcinilor Toki Pona provin din engleză, Tok Pisin, finlandeză, georgiană, olandeză, franceză acadiană, esperanto și sârbocroată, cu câteva din chineză (mandarină și cantoneză). 
Multe dintre aceste derivări sunt transparente. De exemplu, toki (vorbire, limbaj) este similar cu Tok Pisin tok și sursa sa engleză talk, în timp ce pona (bun, pozitiv), din esperanto bona, reflectă genericul latin bon, buona, engleza bonus, etc. Cu toate acestea, schimbările de pronunție impuse de sistemul fonetic simplu fac adesea ca originile altor cuvinte să fie mai greu de identificat. Cuvântul lape (somn, odihnă), de exemplu, provine din olandeza slapen și este cognat cu engleza sleep; kijetesantakalu (orice animal din superfamilia Musteloidea) din finlandeză kierteishäntäkarhu; kepeken (utilizare) este oarecum distorsionat din olandeză gebruiken, iar akesi din hagedis (șopârlă) este greu de recunoscut. (Deoarece *ti este o silabă ilegală în Toki Pona, olandeza di devine si.)
Deși doar 14 rădăcini (12%) sunt enumerate ca fiind derivate din engleză, un număr mare de rădăcini din Tok Pisin, Esperanto și alte rădăcini sunt în mod transparent înrudite cu engleza, ridicând partea de vocabular prietenoasă cu engleza la aproximativ 30%. Porțiunile de lexicon provenite din alte limbi sunt următoarele: 15% tok pisin, 14% finlandeză, 14% esperanto, 12% sârbo-croată, 10% franceză acadiană, 9% olandeză, 8% georgiană, 5% mandarină, 3% cantoneză; câte o rădăcină din Welsh, Tongan (un împrumut din engleză) și Akan, patru rădăcini fonestezice (două care se găsesc în engleză, una din Japoneză și una care a fost inventată); și o altă rădăcină inventată (particula gramaticală e). 